# The Last of Us (franquia)
The Last of Us (também conhecido como TLoU) é uma franquia de jogos eletrônicos de ação-aventura, tiro em terceira pessoa e survival horror exclusiva da Sony para os consoles da PlayStation, criada por Neil Druckmann. A franquia é situada em um mundo pós-apocalíptico, com seres humanos hostis e criaturas canibais infectadas por uma mutação do fungo cordyceps. Juntamente com a série God of War, The Last of Us ganhou status de carro-chefe da PlayStation, com seus títulos vendendo aproximadamente 21 milhões de cópias em todo o mundo.
A franquia possui dois jogos principais, uma DLC, 3 versões remasterizadas, uma minissérie em quadrinhos, um teatro musical e uma série de televisão. É amplamente aclamada pela crítica e pelo público, com todos os títulos lançados tendo grande sucesso. O primeiro jogo foi elogiado pelo seu enredo, jogabilidade, exploração da condição humana e boa representação de personagens femininas. O título se tornou um dos jogos mais vendidos do PlayStation 3 e é considerado um dos melhores jogos de todos os tempos, tendo vencido mais de 200 prêmios de Jogo do Ano. Sua DLC, Left Behind, e sua remasterização, The Last of Us Remastered, foram igualmente bem recebidas, com Remastered sendo um dos jogos mais vendidos de PlayStation 4. Sua sequência, The Last of Us Part II, também foi aclamada pela crítica, recebendo elogios por sua jogabilidade e fidelidade visual; no entanto, seu enredo e temas de violência receberam opiniões divididas da crítica e do público. Part II ganhou o prêmio de Jogo do Ano no The Game Awards de 2020 e também foi um dos jogos mais vendidos do PlayStation 4, além de ser exclusivo desta plataforma mais rapidamente vendido. A história em quadrinhos, The Last of Us: American Dreams, e o teatro musical, The Last of Us: One Night Live, também foram bem recebidos.

## Mídias

### Jogos
| 2013 | The Last of Us                    |
| 2014 | The Last of Us: Left Behind       |
| 2014 | The Last of Us Remastered         |
| 2015 |                                   |
| 2016 |                                   |
| 2017 |                                   |
| 2018 |                                   |
| 2019 |                                   |
| 2020 | The Last of Us Part II            |
| 2021 |                                   |
| 2022 | The Last of Us Part I             |
| 2023 |                                   |
| 2024 | The Last of Us Part II Remastered |

The Last of Us foi lançado para o PlayStation 3 em 14 de junho de 2013. Uma versão remasterizada intitulada The Last of Us Remastered foi lançada para o PlayStation 4 em julho de 2014. Vinte anos após perder sua filha Sarah durante o surto do fungo mutante Cordyceps, Joel é encarregado de escoltar Ellie, uma adolescente imune à infecção, através dos pós-apocalípticos para que o grupo revolucionário Vaga-Lumes possa potencialmente criar uma cura. Ao longo de sua jornada, os dois se tornam mais próximos após vivenciarem vários eventos traumáticos. Após chegar em Salt Lake City, Ellie é preparada para uma cirurgia, que envolverá matá-la. Não querendo deixá-la morrer, Joel luta para chegar à sala de cirurgia, mata o cirurgião-chefe e carrega Ellie inconsciente para um lugar seguro. Quando Ellie acorda, Joel mente para ela, afirmando que as tentativas de criar uma cura falharam.
The Last of Us: Left Behind foi lançado para o PlayStation 3 em 14 de fevereiro de 2014. Tratando-se de um pacote de expansão para download de The Last of Us, Left Behind foi incluído no Remastered para o PlayStation 4 em 2014, e foi lançado como um pacote de expansão independente para o PlayStation 3 e PlayStation 4 em 12 de maio de 2015. É definido três semanas antes dos eventos do jogo principal, seguindo Ellie enquanto ela passa um tempo com sua melhor amiga Riley em um shopping abandonado em Boston. Riley revela que foi designada para um grupo de Vaga-Lumes em uma cidade diferente. Ellie implora em lágrimas para Riley não ir embora; Riley concorda e arranca seu pingente dos Vaga-Lumes, levando Ellie a beijá-la. Elas são perseguidas por Infectados e ambas acabam sendo mordidas. Por um breve momento elas consideram se matarem para evitar que a infecção as domine, mas em vez disso decidem por passar suas últimas horas juntas.
The Last of Us Part II foi lançado para o PlayStation 4 em 19 de junho de 2020. Uma versão remasterizada, intitulada The Last of Us Part II Remastered, foi lançada para o PlayStation 5 em janeiro de 2024. Quatro anos após os eventos do primeiro jogo, Abby Anderson rastreia e mata Joel como vingança pelo assassinato de seu pai, o cirurgião-chefe dos Vaga-Lumes. Ellie e sua namorada Dina partem para Seattle para rastrear Abby. Ao longo de três dias, Ellie mata vários amigos de Abby, enquanto Abby faz amizade com Lev, que foi rotulado de apóstata após desafiar as tradições do culto religioso conhecido como Serafitas. Depois que Abby descobre seus amigos mortos, ela rastreia Ellie e a domina, mas os poupa por insistência de Lev. Vários meses depois, Ellie e Dina estão morando em uma fazenda. Ellie sai para encontrar Abby novamente em Santa Barbara; ela descobre Abby e Lev capturados e força Abby a lutar. Ellie a domina, mas muda de ideia e a deixa viver. Abby e Lev navegam até os Vaga-Lumes, enquanto Ellie retorna à casa da fazenda e a encontra vazia.
The Last of Us Part I foi lançado para o PlayStation 5 em 2 de setembro de 2022, e para Windows em 28 de março de 2023. Sendo um remake do primeiro jogo, apresentou revisões de jogabilidade, uso de inteligência artificial, aprimoramentos de desempenho e opções de acessibilidade expandidas.

### Outras mídias

#### Série de televisão
The Last of Us é uma série de televisão da HBO. Uma adaptação do jogo de mesmo nome, será produzido por Craig Mazin e Neil Druckmann. Pedro Pascal e Bella Ramsey foram escalados para interpretarem os protagonistas Joel e Ellie, respectivamente. Conta com duas temporadas, a segunda em andamento.

#### Teatro musical
The Last of Us: One Night Live foi um teatro musical feito pela Naughty Dog, baseado no enredo de The Last of Us. Realizado em San Diego no final de julho de 2014. Foi dirigido por Neil Druckmann, com Gustavo Santaolalla provendo a música. Alice Monstrinho, do Garotas Geeks, disse: É fantástico ver os atores representando no mesmo tom e emoção passadas no jogo, que ressalta o brilhante trabalho da equipe.

## Conceito

### Criação

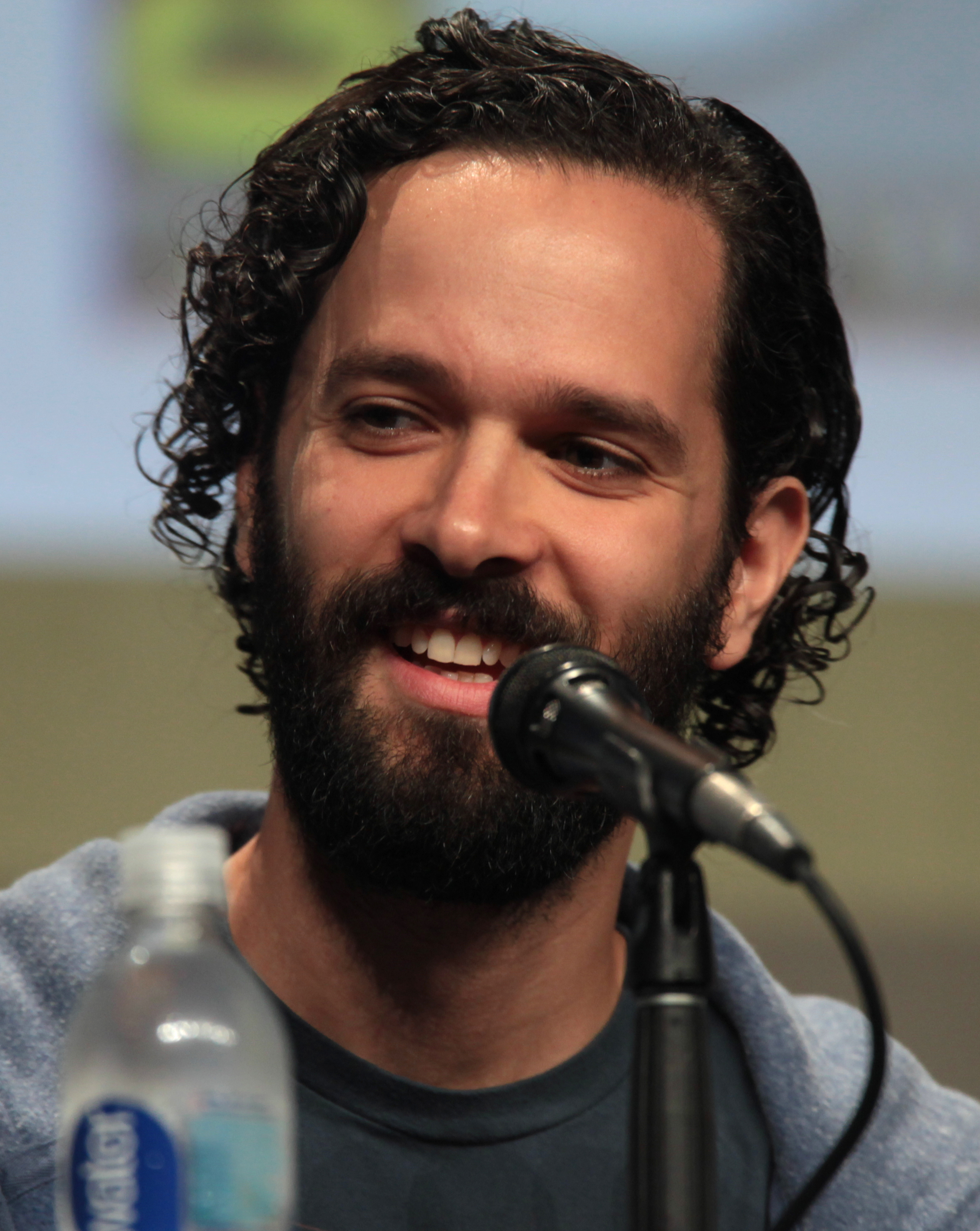
Neil Druckmann, criador da série, em 2014.

Em 2004, quando ainda era aluno da Universidade Carnegie Mellon, Neil Druckmann participou de um projeto em grupo encarregado pelo seu professor, que por acaso, era amigo do diretor de cinema George Romero, amplamente considerado o pai dos filmes modernos de zumbis. Ele encarregou seus alunos de criarem um conceito de jogo que seria apresentado a Romero, e ele então escolheria seu conceito favorito e a equipe por trás dele criaria um protótipo. A ideia de Druckmann foi de mesclar três dos trabalhos que mais o influenciaram como criador. O jogo apresentaria a jogabilidade do clássico Ico de PlayStation 2, teria um personagem principal inspirado em John Hartigan, da série de histórias em quadrinhos Sin City, e a ambientação seria inspirada no filme A Noite dos Mortos-Vivos, de Romero.
O conceito era centrado em um policial que protegia uma jovem garota em um mundo cheio de monstros canibais. Ele tinha um problema cardíaco e sempre que o problema acontecia, o jogador assumia o controle da garota, revertendo os papéis de protetor e protegido. Por fim, Romero escolheu outro projeto. Druckmann arquivou a ideia e quase uma década depois, o conceito foi repensando e se tornou inspiração para The Last of Us.

### Conceito final
O principal elemento do universo de The Last of Us é o fungo parasita cordyceps, que existe na vida real e geralmente parasita insetos, repondo seus tecidos e passando a controlar seus comportamentos. Na franquia, o cordyceps pode parasitar humanos, o que é considerado impossível na vida real. A história não explica em detalhes como a infecção do fungo avançou de insetos para humanos, apenas diz que houve uma “mutação” e que a infecção se espalhou rapidamente devido a plantações contaminadas.

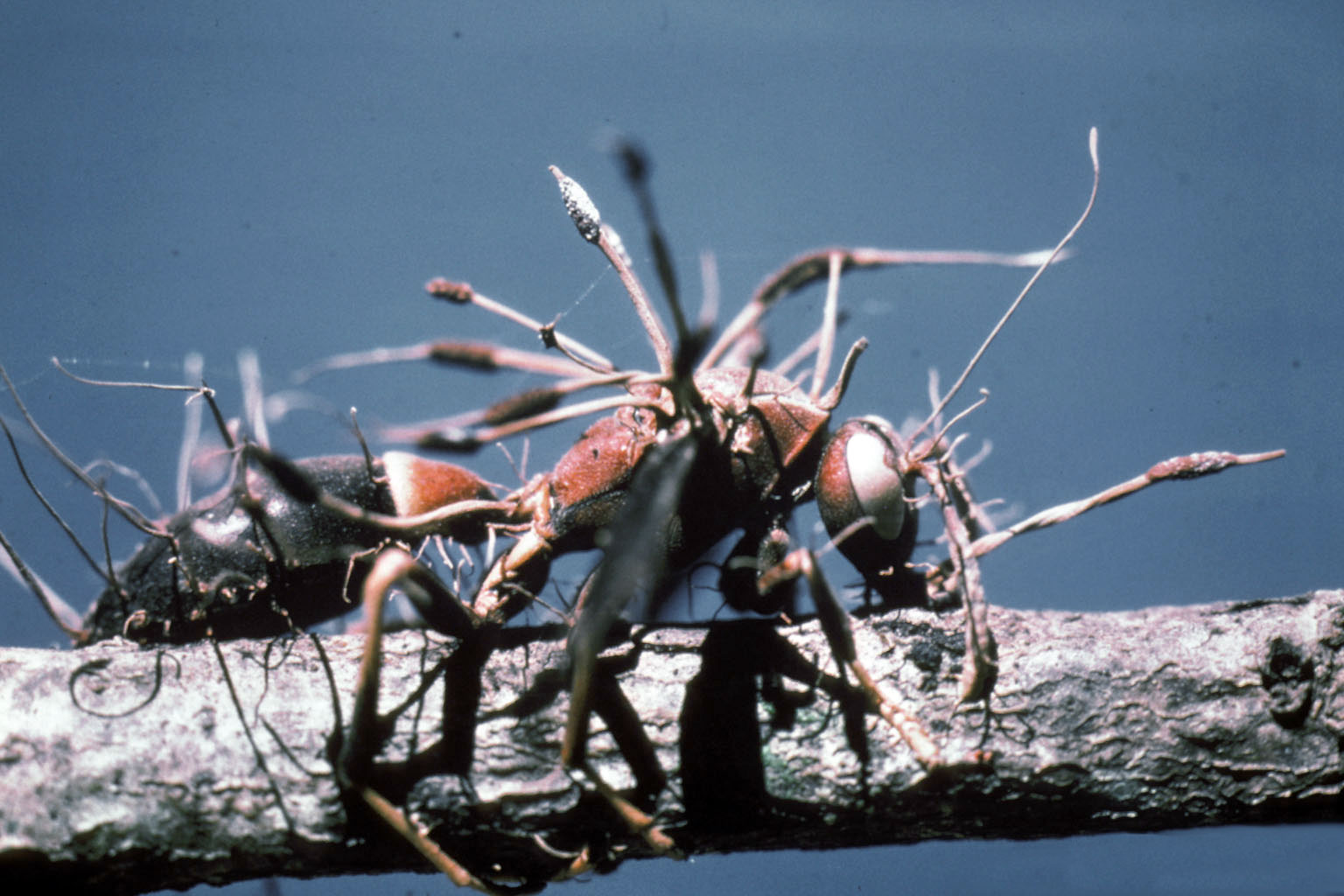
A franquia explora o conceito de uma infecção humana causada pelo fungo cordyceps, que infecta principalmente insetos tomando controle de suas funções motoras e forçando-os a cultivar o fungo

A chamada Infecção Cerebral do Cordyceps (ICC), começou a se espalhar, especificamente, nos Estados Unidos no final de setembro de 2013. Em alguns meses, aproximadamente 60% da humanidade havia sido morta ou infectada pelo fungo. O fungo cresce enquanto o hospedeiro ainda está vivo, com os hospedeiros passando por quatro estágios de infecção. O estágio um começa dois dias após a infecção, o hospedeiro é chamado de "Corredor"; ele perde sua função cerebral superior, e com ela, sua humanidade, tornando-os muito agressivos. São incapazes de raciocinar, andam em grupo e são extremamente rápidos. Dentro de duas semanas, o hospedeiro entra no estágio dois da infecção e se tornam os chamados "Perseguidores"; o fungo começa a piorar sua visão, resultado do crescimento progressivo de fungos na cabeça. Eles são ágeis como os "Corredores", o que os diferenciam é que eles se escondem em lugares fechados e escuros e esperam o momento certo para atacar. Após um ano de infecção, o hospedeiro entra no estágio três, que são chamados de "Estaladores"; nesse estágio, o crescimento do fungo já tomou completamente o rosto do hospedeiro, destruindo seus globos oculares e deixando-os cegos, resultando no desenvolvimento de uma grande percepção auditiva. Por isso, eles emitem sons para “enxergar” e se locomover, uma técnica semelhante à usada por morcegos e golfinhos, sendo necessário que o jogador se mova silenciosamente para evitar ser ouvido. Porém eles podem ser facilmente distraídos arremessando objetos, como uma garrafa. São extremamente brutais, sendo praticamente impossível escapar de seu ataque. Em casos muito raros, se o hospedeiro sobreviver por mais de uma década, eles atingirão o estágio quatro, existindo dois tipos diferentes. Os do primeiro tipo são chamados de "Baiacus"; o fungo cobre todo o seu corpo, criando uma espessa carapaça que ameniza os danos de tiros. Eles são grandes e lentos, correm apenas se estiverem perto de um alvo e lançam bombas de esporos brutais se estiverem muito longe. São os mais fortes e brutais, sendo capazes de destruir paredes e esmagar suas vítimas com facilidade. Os do segundo tipo, ainda mais raros que os Baiacus, são os chamados de "Trôpegos"; mais propensos a regiões chuvosas, eles tem o corpo completamente deformado e possuem enormes esporos encrustados, capazes de expelirem um gás venenoso e altamente corrosivo, causando em poucos segundos a morte de suas vítimas que entram em contato com o gás. Quando o fungo mata o hospedeiro, os caules liberam esporos que podem infectar outros humanos. A infecção também pode se espalhar através de mordidas. Os hospedeiros só podem ser infectados enquanto estiverem vivos, pois o fungo é incapaz de infectar corpos mortos.
Após o surto da Infecção Cerebral do Cordyceps (ICC) acontecer nos Estados Unidos em setembro de 2013, a FEDRA (Agência Federal de Resposta a Desastres) assumiu o controle das Forças Armadas e declarou lei marcial, removendo os burocratas do poder. Para conter o fungo, a FEDRA fez com que os militares transferissem todos os humanos não infectados para grandes zonas de quarentena nas principais cidades do país, com o objetivo de protegê-los dos infectados. Os Estados Unidos sob a FEDRA tornaram-se um estado policial, exercendo poder absoluto sobre as zonas, o que levou à criação dos Vaga-Lumes, uma milícia dedicada a derrotar a FEDRA, restaurar o governo como era antes do surto e encontrar uma cura para a doença. Em certo momento, a FEDRA perdeu o controle de várias zonas de quarentena no país devido a infecção, escassez de alimentos, ataques dos Vaga-Lumes e revoltas locais por parte dos habitantes. A maioria das zonas foram simplesmente abandonadas pelos militares, em outros casos, algumas foram convertidas em bases por grupos de sobreviventes.
Os sobreviventes que vivem fora das poucas zonas de quarentena restantes são geralmente violentos e hostis com estranhos. Existem diversos grupos de sobreviventes que não vivem em lei marcial. A maioria deles estão sob o comando de um líder, enquanto outros são indivíduos independentes que estão apenas tentando sobreviver. Dentre vários, existem os Vaga-Lumes, rebeldes que lutam contra o governo e pelo futuro da humanidade. Os Caçadores, são sobreviventes violentos que vivem em zonas de quarentena abandonadas. Os Contrabandistas que trabalham com contrabando de pessoas, suprimentos e armas em áreas controladas por militares. Os Canibais que são, como o nome sugere, canibais, que vivem no leste do Colorado. Existem dois grandes grupos extremistas em guerra pelo controle de Seattle; os Serafitas (ou Cicatrizes), que são um culto religioso primitivista e a Frente de Libertação de Washington (WLF), uma organização paramilitar militante composta principalmente por ex-Vaga-Lumes (em um contexto onde eles foram extintos). E por último os Rattlers, que são uma gangue de escravistas de Santa Bárbara, Califónia.
Dentre vários personagens, a franquia tem foco principal em três; Joel, Ellie e Abby. Joel, antes do surto, trabalhava como carpinteiro em uma construção e criava sozinho sua filha Sarah. No seu aniversário, Joel é obrigado a fugir de sua casa com sua filha e seu irmão Tommy, devido a chegada do surto em sua cidade. Porém, durante a fuga, um soldado abre fogo contra Joel e Sarah por ordem de seus superiores. Tommy consegue chegar a tempo de salvar seu irmão, mas Sarah acaba sendo baleada e morre nos braços de Joel. Não se sabe muito sobre a vida de Joel depois do surto, mas sabe-se que em algum momento ele e Tommy se tornaram Caçadores, e que Tommy por um momento se tornou Vaga-Lume, porém eles se separam devido a um desentendimento. Joel decide ir morar na zona de quarentena de Boston, com sua amiga Tess e juntamente com ela, se torna Contrabandista. Nos eventos do primeiro jogo, ele e Tess são encarregados por sua antiga amiga Marlene, líder dos Vaga-Lumes, de contrabandear Ellie, de 14 anos de idade, para a base dos Vaga-Lumes mais próxima e a partir daí se sucedem os eventos do primeiro jogo. No segundo jogo, Abby é introduzida como uma ex-integrante dos Vaga-Lumes, e integrante do WLF, que procura vingança contra Joel pela morte de seu pai.

## Elementos

### Jogabilidade
Os jogos da franquia são ambientados em um Estados Unidos pós-apocalíptico. Os jogos contém elementos de ação-aventura, survival horror e stealth apresentado a partir de uma perspectiva em terceira pessoa. O jogador atravessa uma série de ambientes arruinados, passando por locais variados como cidades, florestas, edifícios e esgotos a fim de avançar pela história. A quase todo momento, o jogador está acompanhado de um ou mais companheiros, controlados pela inteligência artificial, que podem ajudar o jogador não só no combate, mas também em puzzles. O jogador pode pular, correr, se agachar, se arrastar, pegar cobertura, socar, se esquivar, usar armas de todos os tipos, como armas de fogo de longo alcance (rifles, espingardas, arcos), quanto as de curto alcance (pistolas, revólveres, espingardas curtas), além de armas brancas (canos, tacos de beisebol) e armas improvisadas (garrafas, tijolos). Os jogos possuem um sistema de criação que permite que o jogador aprimore armas em mesas de trabalho utilizando itens coletados nos cenários. Equipamentos como kits médicos, coquetéis molotov e silenciadores podem ser encontrados ou fabricados com itens coletados. Melhorias de habilidades, como o aumento do tamanho do medidor de saúde e da velocidade de criação, dentre outros, podem ser feitos ao coletar pílulas e plantas medicinais. O medidor de saúde do jogador pode ser recarregado por meio de kits médicos caso o personagem tome algum dano.

"Modo de Escuta" em The Last of Us (2013).

Durante o jogo, o jogador pode escolher entre um combate direto ou furtivo. Durante a furtividade, o jogador deve se mover lentamente (com alguns inimigos específicos, precisando se mover ainda mais lentamente). Aproximar-se por trás do inimigo, para usá-lo como refém ou matar-lo rapidamente são uma das opções, além do uso de armas com silenciadores. Garrafas e tijolos não servem apenas machucar ou tontear os inimigos, mas também para distraí-los, o que é outro grande elemento do combate furtivo do jogo. A mecânica chamada de "Modo de Escuta", que permite que o jogador localize inimigos por meio de uma escuta e percepção espacial avançada, é o principal elemento furtivo do jogo. Ao utilizá-lo, a silhueta dos inimigos torna-se visível, permitindo ao jogador vê-los entre as paredes. Um sistema de cobertura dinâmico está presente nos jogos, em que o jogador pode proteger-se atrás de obstáculos a fim de obter uma vantagem tática durante o combate. Os jogos possuem diversos períodos sem nenhum combate, frequentemente envolvendo apenas conversas entre os personagens. O jogador deve resolver puzzles simples, que na maioria das vezes envolvem a ajuda do companheiro controlado pela IA. Colecionáveis opcionais, como bilhetes, mapas e quadrinhos, podem ser encontrados e vistos pelo menu.
O jogo contém um sistema de inteligência artificial em que inimigos humanos reagem a qualquer situação de combate em que são colocados. Se um inimigo descobre o jogador, ele pode chamar por ajuda ou tirar vantagem do jogador enquanto ele está distraído, sem munição, ou em uma luta. Os inimigos possuem cães de guarda, que procuram pelo jogador e/ou atacam-o. Se eles percebem a ausência e/ou descobrem um parceiro ou cão morto, entram em estado de alerta. Os companheiros do jogador podem auxiliá-lo no combate de diversas formas; jogam objetos nos inimigos com o objetivo de tonteá-los, revelam a localização deles para o jogador ou atacam-os utilizando armas de fogo ou armas brancas.

### Multijogador
O multijogador online, presente apenas no primeiro jogo, permite que até oito jogadores participem de partidas competitivas. Existem três modos jogavéis: Ataque de Suprimentos e Sobrevivência, que são ambos mata-matas em equipes, com o último sem a opção de renascimento; e Interrogação que consiste em duas equipes investigando a localização do cofre da equipe inimiga, com a primeira a capturar o cofre inimigo vencendo. Em todos os modos, os jogadores deviam escolher uma facção, Caçadores ou Vaga-Lumes, e manter sua facção viva coletando suplementos durante as partidas. Cada partida equivale a um dia; ao sobreviver doze "semanas", os jogadores completam sua jornada e podem re-escolher sua facção. Matando inimigos, revivendo aliados e criando itens dão ao jogador recursos que podem ser convertidos em suprimentos; suprimentos também podem ser retirados de corpos inimigos. Os jogadores podem carregar mais equipamentos ao ganharem pontos enquanto os suprimentos de sua equipe crescem. Os jogadores podem conectar seu jogo à sua conta do Facebook, na qual altera o nome e os rostos dos membros de sua equipe, para corresponder aos amigos do jogador no Facebook. Os jogadores podem personalizar seus personagens com chapéus, capacetes, máscaras e emblemas. Os servidores multijogador online da versão de PlayStation 3 do jogo foram fechados em 3 de setembro de 2019.